# Civenna
Civenna este o comună din provincia Como, Italia. În 2011 avea o populație de 725 de locuitori.

## Demografie
Format:Demografia/Civenna